# Fargesia robusta
Fargesia robusta, auch als Zebra-Bambus bekannt, ist eine Bambus-Art der Gattung Fargesia. Es handelt sich um eine horstbildende, also keine Ausläufer erzeugende und winterharte Art, weshalb sie auch in Europa als Zierpflanze beliebt ist.

## Beschreibung
Fargesia robusta wird normalerweise etwa 3 Meter hoch, kann aber auch bis zu 7 Meter Höhe erreichen. Die Halme haben gewöhnlich einen Durchmesser von 1–3 cm. Die Internodien sind zylindrisch, 15 bis 23 Zentimeter lang und zuerst weiß pudrig. Die Wandstärke beträgt 3–5 Millimeter, das Innere ist mit Mark gefüllt.

## Verbreitung
Die Heimat von Fargesia robusta ist die Provinz Sichuan in China. Dort wächst die Art in Höhen von 1700 bis 2800 Metern.

## Taxonomie
Fargesia robusta wurde 1985 von Tong Pei Yi in Journal of Bamboo Research Band 4 Teil 2 Seite 28 erstbeschrieben.

## Nutzung
Die Triebe sind essbar und eine wichtige Nahrungsquelle für den Großen Panda. Die Halme liefern Material zum Weben.